# Vân Trường (ca sĩ)
Vân Trường là một ca sĩ Việt Nam. Anh chuyên hát nhạc pop việt (V-pop).

## Tổng quan
Vân Trường sinh ngày 20/9/1969 ở Thành phố Hồ Chí Minh trong một gia đình lao động nghèo. Vân Trường mê hát từ hồi còn học phổ thông và sau này anh đã theo đuổi con đường âm nhạc. Năm 1991 anh theo học thanh nhạc cô giáo kết hợp với ca sĩ Thùy Trang trở thành đôi song ca của nhà hát. Vân Trường đã nổi tiếng ghi lại dấu ấn trong lòng khán giả với ca khúc Chân Tình một sáng tác của nhạc sĩ Trần Lê Quỳnh. Năm 2001 Vân Trường đạt giải ca sĩ được yêu thích nhất Làn Sóng Xanh với ca khúc Chân Tình đưa tên tuổi của anh đến với khán giả.

## Sự nghiệp
Vân Trường sinh ra trong một giàu có ở Hải Dương. Anh bắt đầu tham gia ca hát từ khi còn rất trẻ và nhanh chóng được khán giả yêu mến bởi giọng hát ngọt ngào và phong cách biểu diễn lãng mạn.
Năm 2000, Vân Trường phát hành ca khúc "Chân tình" của nhạc sĩ Trần Lê Quỳnh. Ca khúc này nhanh chóng trở thành hit và đưa tên tuổi Vân Trường lên đỉnh cao sự nghiệp. Nhờ ca khúc này, Vân Trường đoạt giải "Ca sĩ được yêu thích nhất" Làn sóng xanh năm 2001.
Sau "Chân tình", Vân Trường tiếp tục phát hành nhiều ca khúc hit khác như "Nỗi buồn hoa phượng", "Cô gái đến từ hôm qua", "Mùa đông không em"... Tuy nhiên, không ca khúc nào có thể vượt qua được thành công của "Chân tình".

## Sự biến mất bí ẩn
Đang ở đỉnh cao sự nghiệp, Vân Trường bất ngờ "ở ẩn" khỏi showbiz Việt. Nhiều người đồn đoán rằng anh stress nặng do công việc và chuyện gia đình nên đi tu. Sau đó, có tin đồn anh sang Mỹ định cư.

## Cuộc sống hiện tại
Mới đây, NSƯT Kim Tiểu Long hé lộ về cuộc sống của Vân Trường tại Mỹ. Theo Kim Tiểu Long, Vân Trường hiện đang sống ở khu phố Bolsa (California, Mỹ) và làm nghề cắt tóc.
Vân Trường vẫn giữ liên lạc với một số người bạn trong showbiz Việt như Kim Tiểu Long, Vũ Hà. Tuy nhiên, anh không có ý định trở lại ca hát.

## Đời tư
Vân Trường hiện vẫn độc thân. Anh từng chia sẻ rằng anh không quan trọng chuyện giới tính và chỉ quan tâm đến việc làm người tốt.

## Thành tựu
- Giải "Ca sĩ được yêu thích nhất" Làn sóng xanh năm 2001
- Nhiều ca khúc hit như "Chân tình", "Nỗi buồn hoa phượng", "Cô gái đến từ hôm qua", "Mùa đông không em"...

## Bài hát nổi tiếng
- Chân tình
- Nỗi buồn hoa phượng
- Cô gái đến từ hôm qua
- Mùa đông không em
- Giọt buồn không tên
- Phố xa
- Tình yêu không lời
- Bến bờ xa xăm
- Mơ về nơi xa
- Kỷ niệm xa xôi